# Zenit (astronomia)

Zależność między zenitem, nadirem i różnymi rodzajami horyzontu

Zenit – zapożyczenie do łaciny z arabskiego "samt" (سمت) pochodzące odpowiednio z "samt al-ras" (سمت الرأس) oznaczającego "kierunek głowy". Przez przypadek, w łacinie zamieniono "m" (samt) na "ni". Punkt na niebie dokładnie ponad pozycją obserwatora. Jest jednym z dwóch miejsc przecięcia lokalnej osi pionu ze sferą niebieską. Drugim punktem przecięcia, przeciwległym do zenitu, czyli znajdującym się pod obserwatorem, jest nadir.
Kąt pomiędzy osią lokalnego pionu a kierunkiem, w którym widziany jest jakiś obiekt astronomiczny, nazywany jest kątem zenitalnym.